# Disgaea 4: A Promise Unforgotten
Disgaea 4: A Promise Unforgotten est un jeu vidéo de type tactical RPG développé et édité par Nippon Ichi Software en 2011 sur PlayStation 3.

## Synopsis
L'histoire suit le personnage de Valvatorez, ancien Tyran réputé pour sa puissance et sa cruauté qui perdit ses pouvoirs en jurant de ne plus jamais boire de sang humain. Désormais affaibli et obnubilé par les sardines, il gagne sa vie comme formateur de Prinnies en Enfer (Hades) secondé par son indéfectible vassal, le loup-garou Fenrich.
Cependant, quand le Gouvernemort décrète que les Prinnies sont trop nombreux et menace l'équilibre du Netherworld, Valvatorez décide de partir en croisade contre cette décision, qu'il juge inique.

## Système de jeu
Disgaea 4 reprend le modèle de Disgaea 3 en améliorant l'ergonomie et l'équilibrage du jeu.
Il s'agit du premier jeu de la licence à bénéficier de graphismes HD et de modèles 2D animés. Cette idée sera utilisée dans la version Vita de Disgaea 3, Absence of Detention, même si celui-ci reste un jeu SD.
La version Vita du jeu, A Promise Revisited, est fournie avec tous les DLC et un scénario bonus inédit.